# Christensenia (Plantae)
Christensenia, rod papratnjača iz porodice Marattiaceae. Sastoji se od dvije priznate vrste raširenih po Novom svijetu, točnije, po tropskoj Aziji (sjeverni Mjanmar; Malajski poluotok; Sumatra; Palawan) i južnoj Kini.

## Vrste
1. Christensenia aesculifolia (Blume) Maxon
2. Christensenia lobbiana (de Vriese) Rolleri

## Sinonimi
- Kaulfussia Blume
- Macrostoma Griff.